# Моржегорское сельское поселение
Моржегорское сельское поселение или муниципальное образование «Моржегорское» — упразднённое муниципальное образование со статусом сельского поселения в Виноградовском муниципальном районе Архангельской области.
Соответствовало административно-территориальным единицам в Виноградовском районе — Моржегорскому и Шастозерскому сельсоветам.
Административным центром был посёлок Хетово.
4 июля 2021 года упразднено в связи с преобразованием сельских поселений Виноградовского муниципального района в Виноградовский муниципальный округ.

## География
Моржегорское сельское поселение находилось на севере Виноградовского района, на обоих берегах Северной Двины. На севере граничило с Емецким сельским поселением Холмогорского района, на юге — с Березниковским городским и Усть-Ваеньгским сельским поселениями.
В районе деревень Родионовская, Власьевская, Карговино находится полигон «Двинской», для падения твердотопливных ракет, запускаемых с космодрома Плесецк.
Южнее деревни Надозерье находится озеро Талто.
На территории поселения выделяются притоки Северной Двины:
- левые — Моржевка, Усолка;
- правые — Юмата, Большая Шеньга.

Северная часть сельского поселения относится к Моржегорскому карстовому району Емецкого подокруга.

## История
Местность впервые упоминается в 1417 году, когда на «острове под Моржом» двинянами, с помощью оказавшихся на Двине новгородцев, были разбиты пришедшие с Вятки «залётные» московитские грабители: «Емцю и Колмогоры пожгли, и бояръ Новгородскихъ изнимаша Юрiя Ивановича и брата его Самсона. А Иванъ Федороваичь и брать его Афонастъ, Гаврило Куриловичъ, Исакъ Андреевичъ сугнавъ ихъ подъ Моржемъ на острове, братiю свою Самсона и Юрiя отьяша, и полонъ весь и съ животы, а ихъ отпустиша». С 1621 года Моржегоры были центром Моржегорской волости Холмогорского уезда, затем Власьевской волости Шенкурского уезда. После упразднения Власьевской волости в 1926 году, Моржегоры вошли в состав Усть-Важской волости Шенкурского уезда.
15 мая 1929 года после ликвидации губернско-уездно-волостного административного деления, Моржегорский и Калежский сельсоветы бывшей Усть-Важской волости отошли к Емецкому району.
14 сентября 1929 года Моржегорский и Калежский сельсоветы Емецкого района были включены в состав Березницкого (Березниковского) района (с 1940 года — Виноградовского).
Сначала планировалось создать два поселения: Шастозерское с центром в деревне Уйта и Моржегорское с центром в деревне Родионовская.
Муниципальное образование было образовано в 2004 году.

## Население
Численность населения Моржегорского сельского поселения на 1 января 2020 года — 1 299 человек.
| 2005  | 2010  | 2011  | 2012  | 2013  | 2014  | 2015  |
| ----- | ----- | ----- | ----- | ----- | ----- | ----- |
| 1994  | ↘1699 | ↘1687 | ↘1618 | ↘1575 | ↘1538 | ↘1489 |
| 2016  | 2017  | 2018  | 2019  | 2020  | 2021  |       |
| ↘1435 | ↘1362 | ↘1346 | ↘1322 | ↘1299 | ↘1250 |       |

## Состав сельского поселения
| №  | Населённый пункт | Тип населённого пункта          | Население |
| -- | ---------------- | ------------------------------- | --------- |
| 1  | Власьевская      | деревня                         | ↗9        |
| 2  | Гора             | деревня                         | ↗35       |
| 3  | Кальи            | деревня                         | →0        |
| 4  | Карговино        | посёлок                         | ↗59       |
| 5  | Монастырёк       | деревня                         | ↗7        |
| 6  | Моржегоры        | деревня                         | ↘377      |
| 7  | Надозерье        | деревня                         | ↘8        |
| 8  | Репаново         | деревня                         | →0        |
| 9  | Родионовская     | деревня                         | ↘99       |
| 10 | Рязаново         | посёлок                         | ↗381      |
| 11 | Савинская        | деревня                         | ↗11       |
| 12 | Уйта             | деревня                         | ↘193      |
| 13 | Усть-Морж        | деревня                         | ↘42       |
| 14 | Хетово           | посёлок, административный центр | ↘416      |
| 15 | Хохновская       | деревня                         | ↗2        |
| 16 | Шастки           | деревня                         | ↘7        |

### Топографические карты
- Топографическая карта P-38-39,40. (Лист Усть-Ваеньга)
- Моржегорское поселение на Wikimapia